# Vladimir Melanin
Vladimir Michalovitsj Melanin (Russisch: Владимир Михайлович Меланьин) (Oblast Kirov, 1 december 1933 – 10 augustus 1994) was een Russisch biatleet. Melanin werd tijdens zijn carrière 3x wereldkampioen op de 20km, en in 1964 ook Olympisch kampioen. Door zijn gouden medaille op de Olympische Spelen werd hij de eerste biatleet die zowel wereld- als Olympisch kampioen werd in een individueel biatlon-evenement.
Door zijn sportprestaties kreeg Melanin het Ereteken van de Sovjet-Unie in 1960 en werd hij in 1965 toegevoegd aan de Orde van de Rode Vlag van de Arbeid.